# ماونت کارمل (تنسی)
ماونت کارمل(به انگلیسی: Mount Carmel) شهری در ایالت تنسی کشور ایالات متحده آمریکا است که جمعیت آن در سرشماری سال ۲۰۱۰ میلادی، ۵٬۴۲۹ نفر بوده‌است.